# Mary Akpobome
Mary Akpobome sinh Mary Udoh Bassey, ngày 11 tháng 7 năm 1968 tại Ben Bassey Udoh và Janet Bassey Udoh, Efa, Akwa Ibom, Nigeria là giám đốc của Công ty TNHH Ngân hàng di sản Nigeria (HBCL).

## Giáo dục
Mary theo học tại trường trung học Qua Iboe Mission, Etinan, Akwa Ibom và sau đó vào Đại học Bénin, nơi cô học ngành Nghệ thuật Sân khấu tốt nghiệp năm 1991, Năm 2001, cô đăng ký vào Đại học Lagos nơi cô lấy bằng MBA. Cô cũng là cựu sinh viên của Trường kinh doanh INSEAD danh tiếng, Trường kin doanh IMD, Lausanne, Thụy Sĩ và Trường kinh doanh Lagos (LBS). Cô là thành viên của Viện Giám đốc (IOD), một thành viên của Viện Quản trị Tín dụng (ICA). Cô cũng là một thành viên của Học viện Ngân hàng Chartered (CIBN).

## Sự nghiệp
Mary là giám đốc điều hành  giám sát nhóm Quản lý tài sản và dịch vụ của Công ty TNHH Ngân hàng di sản (HBCL). Bắt đầu sự nghiệp ngân hàng của mình vào năm 1991 và trong hơn 2 thập kỷ kinh nghiệm ngân hàng của cô đã làm việc; Citizens International Bank (nay là Enterprise Bank Limited, Nigeria) và Bank PHB (nay là Keystone Bank). Trước khi gia nhập Công ty TNHH Ngân hàng Di sản với tư cách là Giám đốc Điều hành tiên phong (ED).

## Cuộc sống cá nhân
Năm 2006, Mary  kết hôn với người tình lâu năm, Alibaba Akporobome.